# Анавгай
Анавгай (рос. Анавгай) — село у Бистринському районі Камчатського краю Російської Федерації.
Населення становить 511 (2018) осіб. Входить до складу муніципального утворення Анавгайське сільське поселення.

## Клімат
Село знаходиться у зоні, котра характеризується кліматом полярних пустель. Найтепліший місяць — липень із середньою температурою 12.8 °C (55 °F). Найхолодніший місяць — січень, із середньою температурою -17.8 °С (0 °F).
| Клімат Анавгая          | Клімат Анавгая | Клімат Анавгая | Клімат Анавгая | Клімат Анавгая | Клімат Анавгая | Клімат Анавгая | Клімат Анавгая | Клімат Анавгая | Клімат Анавгая | Клімат Анавгая | Клімат Анавгая | Клімат Анавгая | Клімат Анавгая |
| Показник                | Січ.           | Лют.           | Бер.           | Квіт.          | Трав.          | Черв.          | Лип.           | Серп.          | Вер.           | Жовт.          | Лист.          | Груд.          | Рік            |
| Абсолютний максимум, °C | 3              | 2              | 6              | 12             | 23             | 26             | 28             | 28             | 22             | 18             | 5              | 1              | 28             |
| Середній максимум, °C   | −12            | −11            | −4             | 1              | 8              | 15             | 19             | 18             | 12             | 3              | −6             | −11            | 2              |
| Середня температура, °C | −17            | −17            | −11            | −4             | 3              | 8              | 12             | 11             | 6              | −1             | −11            | −16            | −1             |
| Середній мінімум, °C    | −23            | −23            | −18            | −10            | −1             | 2              | 6              | 5              | 0              | −6             | −16            | −21            | −8             |
| Абсолютний мінімум, °C  | −40            | −38            | −35            | −25            | −13            | −6             | 0              | −6             | −10            | −20            | −28            | −37            | −40            |
| Норма опадів, мм        | 30             | 10             | 20             | 20             | 20             | 20             | 70             | 70             | 40             | 50             | 40             | 40             | 480            |
| Днів з дощем            | 9              | 7              | 8              | 9              | 9              | 6              | 10             | 9              | 8              | 13             | 11             | 11             | 115            |
| Вологість повітря, %    | 79             | 75             | 71             | 70             | 67             | 68             | 75             | 77             | 76             | 78             | 80             | 81             | 75             |
| ----------------------- | -------------- | -------------- | -------------- | -------------- | -------------- | -------------- | -------------- | -------------- | -------------- | -------------- | -------------- | -------------- | -------------- |
| Джерело: Weatherbase    |                |                |                |                |                |                |                |                |                |                |                |                |                |

## Історія
До 1 червня 2007 року у складі Камчатської області, відтак у складі Камчатського краю. Згідно із законом від 17 грудня 2004 року органом місцевого самоврядування є Анавгайське сільське поселення.

## Населення
| 1937 | 2002 | 2007 | 2010 | 2012 | 2013 | 2014 |
| ---- | ---- | ---- | ---- | ---- | ---- | ---- |
| 141  | ↗579 | ↗616 | ↘546 | ↘539 | ↗543 | ↘505 |
| 2015 | 2016 | 2017 | 2018 |      |      |      |
| ↗531 | ↗532 | ↘516 | ↘511 |      |      |      |